# Jungėnai

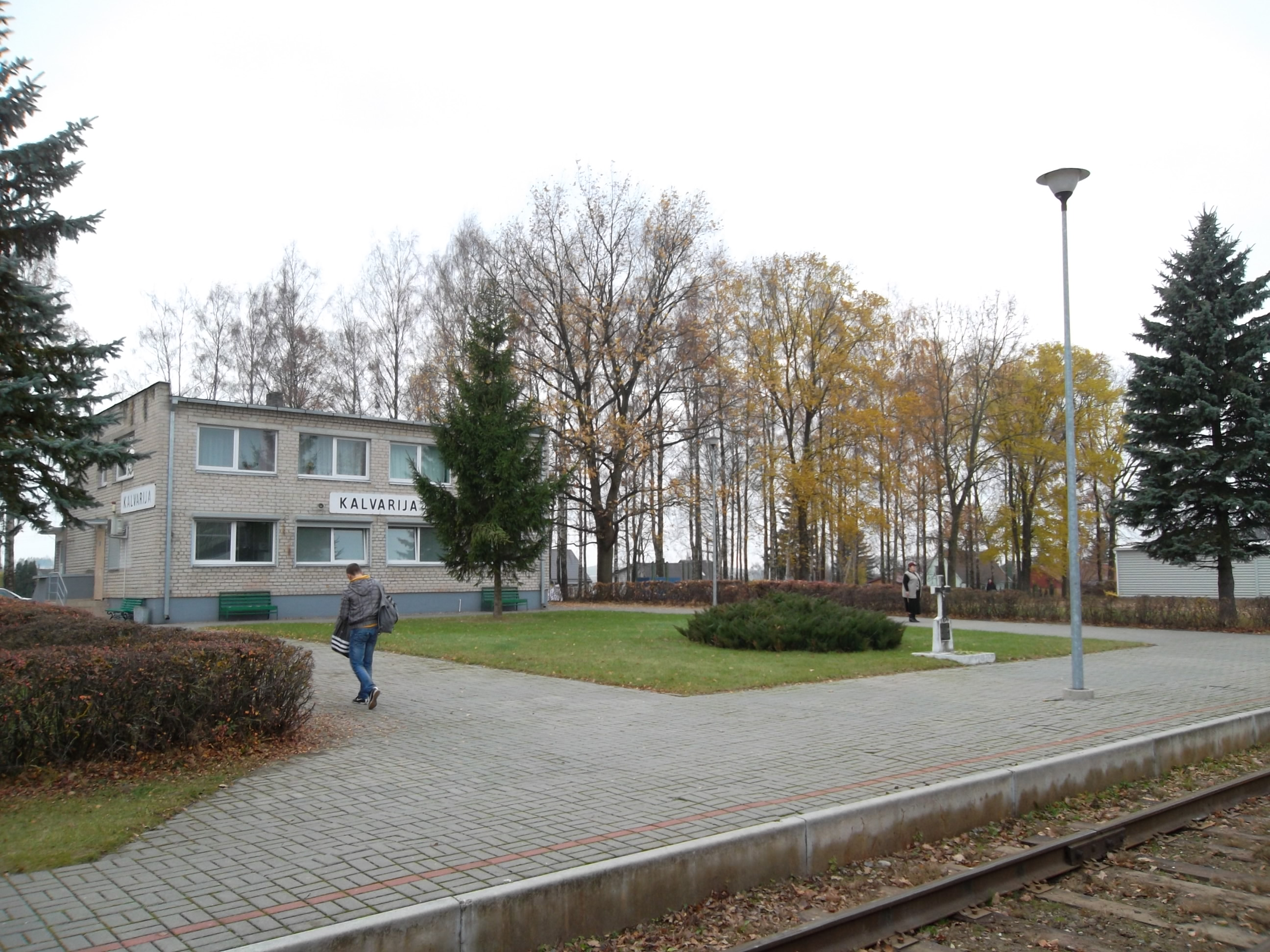
In Jungėnai befindet sich der Bahnhof Kalvarija

Jungėnai ist das größte Dorf in der Gemeinde Kalvarija, an der Landstraße Marijampolė–Kalvarija  (Nr. KK201), 3 km nordöstlich von der Stadt Kalvarija in Litauen. Es ist das Zentrum des Unteramtsbezirks (Seniūnaitija). Im südlichen Teil gibt es den Janavo-See. Im Dorf Jungėnai gibt es 929 Einwohner (2001).
Am Dorf gibt es die Wallburg Lakinskai. Im 19. Jahrhundert hieß das Dorf Janavas, Janava oder Jonava und war das Zentrum von Wolost. 1934 wurde eine Grundschule gegründet. Sie wurde zur Hauptschule Jungėnai. Ab 1950 war Jungėnai die Zentralsiedlung von „Banga“-Kolchos.

## Personen
- Stanislovas Sajauskas (* 1946), Physiker